# Os postfrontale
Das Os postfrontale, auch kurz Postfrontale genannt (Latein: post = nach, frons = Stirn), ist ein kleiner, paariger Deckknochen des Schädeldaches der Tetrapodomorpha (Landwirbeltier-Kronengruppe + nächste fossile Verwandte). Er ist am hinteren oberen (caudodorsalen) Rand der Augenhöhle beteiligt und zählt damit zur Circumorbitalserie.
Das Postfrontale tritt bei fossilen „primitiven“ Landwirbeltieren und bei Reptilien auf. Im Hinblick auf die heute lebenden (rezenten) Tiere ist es nur bei den Schuppenkriechtieren (Echsen und Schlangen) und bei der Brückenechse vorhanden.